# إيمانويل كازاكيفيتش
إيمانويل جينريكوفيتش كازاكيفيتش (بالروسية: Эммануил Генрихович Казакевич، اليديشية: עמנואל קאַזאַקעוויטש، 24 فبراير 1913 - 22 سبتمبر 1962) كاتبًا وشاعرًا وكاتبًا مسرحيًا سوفيتيًا من أصل يهودي ، وكان يكتب باللغتين الروسية واليديشية.